# سكوت كالدروود
سكوت كالدروود (بالإنجليزية: Scott Calderwood)‏ هو لاعب كرة قدم بريطاني في مركز الوسط، ولد في 11 مارس 1978 في برمنغهام في المملكة المتحدة. لعب مع فيلم 2 تيلبورغ وهيراكليس ألميلو.